# Кинг, Каки
Ка́ки Кинг (англ. Kaki King, родилась 24 августа 1979 года в Атланте, штат Джорджия) — американская гитаристка, автор песен и певица. Имя при рождении — Кэтрин Элизабет Кинг (англ. Katherine Elizabeth King).

## Детство и юность
Кинг родилась 24 августа 1979 года в Атланте. Её отец поощрял интерес девочки к музыке. Сначала она познакомилась с игрой на гитаре, но первым её серьёзным инструментом стали ударные, на которых она выучилась играть. В старших классах Кинг играла в школьных ансамблях с одноклассником Морганом Янигом, который позже стал играть на акустической бас-гитаре в группе Old Crow Medicine Show. После окончания Вестминстерской частной школы в Атланте в 1998 году они оба решили поступать в Нью-Йоркский университет. Там, в Нью-Йорке, по прошествии нескольких лет Кинг снова взялась за гитару и время от времени стала давать концерты, а иногда исполнительницу ростом 155 см можно было видеть выступающей в переходах Нью-Йоркского метро.

## Карьера
В первых двух альбомах Каки Кинг (Everybody Loves You, выпущенный на Velour Records в 2003 году и Legs to Make Us Longer на Sony Records в 2004 году) преобладали акустические композиции. Эти альбомы концентрировались на использовании навыков игры на гитаре, например, тэппинга и хаммера, а также замысловатых настройках инструмента. Однако в её последующих записях и концертных выступлениях стали использоваться и электрогитары, а также ударные, клавишные и повторяющиеся семплы. В 2005 году её пути с Sony Records разошлись, и она вернулась на лейбл Velour. Каки выступала на разогреве у Эрика Джонсона в ходе его турне 2005 года.
Из-за желания избежать ярлыка сольной инструментальной артистки, в своём третьем альбоме …Until We Felt Red Кинг приняла сознательное решение отклониться от прежнего музыкального направления. Альбом содержал больше композиций с вокалом, чем предыдущие записи. Саунд нового альбома, с выходом на передний план электрогитары и добавлением полносоставной группы, популярный музыкальный веб-сайт AV Club назвал «пост-роковым обновлением». Альбом, продюсером которого стал Джон Мак-Интайр из группы Tortoise, был выпущен 8 августа 2006 года на Velour Records.
В своем блоге на MySpace от 5 июля 2006 года Каки Кинг объявила, что будет впервые играть с полносоставной группой в своём предстоящем турне.
Талант Каки Кинг стал востребован в музыкальной среде, и многие артисты стали интересоваться привлечением её в качестве гитаристки для записи своих песен. В 2007 году она стала сессионным гитаристом в альбоме The Con канадской инди-поп/рок группы Tegan and Sara. Кинг играет на гавайской гитаре в песне Knife Going in и на гитарах в Floorplan. Обе песни написаны Сарой Куин.
В том же 2007 году она участвовала в записи композиции Fall Apart с альбома Can I Keep This Pen? группы Northern State.
Каки Кинг приняла участие в записи инструментальной композиции Ballad of the Beaconsfield Miners для Echoes, Silence, Patience & Grace, студийного альбома группы Foo Fighters, вышедшего 25 сентября 2007 года, а 18 ноября она присоединилась к Дэйву Гролу на сцене O2 Arena в Лондоне для её исполнения. В присутствии коллег-музыкантов, таких, как Джимми Пейдж и Серж Танкян, Грол изрёк:

Есть гитаристы, которые хороши; есть другие гитаристы, которые хороши чертовски. И есть Каки Кинг.Оригинальный текст (англ.)There are some guitar players that are good and there are some guitar players that are really fucking good. And then there’s Kaki King.— Дэйв Грол
В фильме 2007 года «Август Раш» Каки Кинг своими руками исполняет гитарные партии главного героя. Кроме этого, она внесла свою лепту в музыку к фильму Шона Пенна 2007 года «В диких условиях», сыграв композиции Frame и Doing the Wrong Thing. Обе эти вещи входят в её второй альбом Legs to Make Us Longer.
Закончив свою новую запись в конце 2007 года, Каки Кинг написала о ней в своём блоге на MySpace:

Я закончила новый альбом. Не запутайтесь в штанах, он не будет выпущен до следующего года, но он завершён. И он изумителен.Оригинальный текст (англ.)I finished the new album. Don’t get your panties in a tangle, it won’t be released until next year, but it’s done. And it’s amazing.— Каки Кинг
Позже в блоге и интервью журналу Billboard она рассказала читателям, что новый альбом Dreaming of Revenge, спродюсированный Малькольмом Бёрном (англ. Malcolm Burn), выйдет 4 марта 2008 года. Эта дата была изменена на 11 марта. 4 марта iTunes выпустил полную версию альбома Dreaming of Revenge с бонус-треком I Need a Girl Who Knows a Map.
Кинг является известным пользователем гитар Adamas и Ovation. Углеволоконная верхняя дека гитар Adamas хорошо подходит для теппинга, как она отметила на DVD «Unique Voices: 40 Years of Ovation Guitars». Резонаторное отверстие её именной модели Adamas 1581-KK украшено узором, изображающим облако, который она придумала сама.
В интервью в журнале Blast от 1 апреля 2008 года Каки Кинг сказала, что надеется быть известной больше за свою музыку, а не только за то, что она «хороший гитарист женского пола»:

В конечном счёте, я предпочту быть известной вроде: «О да, это звучит подобно Каки Кинг», нежели: «О, она довольно хорошо играет для девчонки».Оригинальный текст (англ.)Ultimately, I’d rather be known as like, “Oh yeah, that sounds like Kaki King,” rather than “Oh, she’s pretty good for a girl”.— Каки Кинг
Однако, Кинг не сторонится своего пола, появившись в рекламе «Гардасила» для продвижения первой вакцины от рака шейки матки.
Каки Кинг записала кавер-версию композиции Close to Me для трибьют-альбома группы The Cure, вышедшего в конце 2008 года на лейбле Manimal Vinyl под названием Perfect as Cats.

## Стиль и техника игры
В стиле Каки Кинг сочетаются техники тэппинга и слэпа, использование гитары для перкуссии, а также наслоение и повторяющиеся семплы, которые создают сложный звук. Её стиль игры вдохновлён Майклом Хеджесом и Престоном Ридом, последнего из которых она явно упоминает как влияние. Несмотря на схожесть техники игры и одинаковую фамилию с гитаристом Джастином Кингом, они никак не связаны.

## Дискография
- Everybody Loves You (2003)
- Legs to Make Us Longer (2004)
- …Until We Felt Red (2006)
- Day Sleeper (EP с австралийского турне, 2008)
- Dreaming of Revenge (2008)
- Black Pear Tree (2008) — с группой The Mountain Goats[англ.]
- Mexican Teenagers (EP, 2009)
- Junior (2010)
- Glow (2012)